# 20545 Karenhowell
20545 Karenhowell è un asteroide della fascia principale. Scoperto nel 1999, presenta un'orbita caratterizzata da un semiasse maggiore pari a 2,3065585 UA e da un'eccentricità di 0,1197722, inclinata di 6,25994° rispetto all'eclittica.